# تسيفيي
تسيفيي هي مدينة ومقاطعة في المنطقة البحرية في توغو . تقع 32   كم شمال العاصمة لومي وفي تعداد 2010 كان عدد سكانها 54474. المدينة يسكنها في المقام الأول شعب إيوي . هي عاصمة محافظة زيو والمنطقة البحرية. 
تعد البلدة مركزًا هامًا في السوق للتجارة وتشتهر بمعالجة زيت النخيل . تسيفيي لديها الطرق والسكك الحديدية وصلات مع نوتسي واتكابامي و بليتا إلى الشمال ومع لومي إلى الجنوب.

## المدن التوأم
- بارثيناي، فرنسا، منذ 1990

## مشاهير
- - لاعب كرة قدم - كوامي أغبو
- - لاعب كرة قدم - سيريل جيدجي
- - لاعب كرة قدم - إدموند أبيتي "دكتور" كاولو
- - كاتب - كوسي كوملا عبري